# Nombre de Stuart
El nombre de Stuart (St o N), també conegut com el paràmetre d'interacció magnètica, és un nombre adimensional de fluids, ja siguin gasos o líquids.
Es defineix com el quocient entre les force electromagnètiques i les inercials i dona una estimació de la importància relativa del camp magnètic en un flux. El nombre de Stuart és rellevant en fluxos de fluids conductors, com podria ser el cas dels reactors de fusió, els eixos d'acer o els plasmes.
Aquest nombre duu el nom de en honor del matemàtic anglès John Trevor Stuart. També s'anomena nombre de Stewart, en honor de l'enginyer escocès Balfour Stewart.

## Definició
El nombre de Stuart es defineix com:
{\displaystyle St=\mathrm {N} ={\frac {B^{2}L_{c}\sigma }{\rho U}}={\frac {\mathrm {Ha} ^{2}}{\mathrm {Re} }}}
on:
- B – és el camp magnètic,
- Lc – és la longitud característica,
- σ – és la conductivitat elèctrica,
- U – és la valocitat característica del problema en qüestió,
- ρ – és la densitat,
- Ha – és el nombre de Hartmann i
- Re – és el nombre de Reynolds.